# Eiermann-Bau

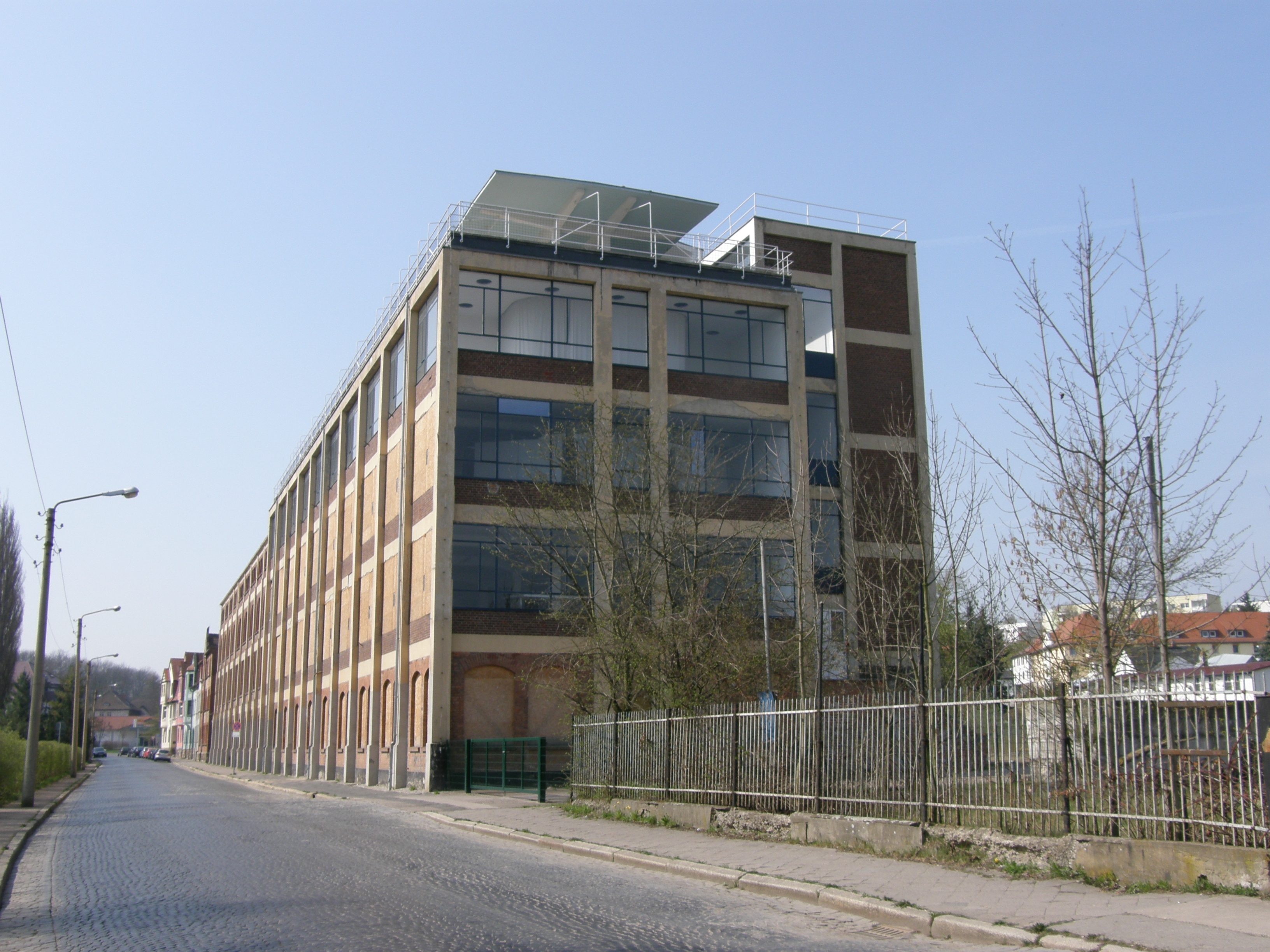
Eiermann-Bau

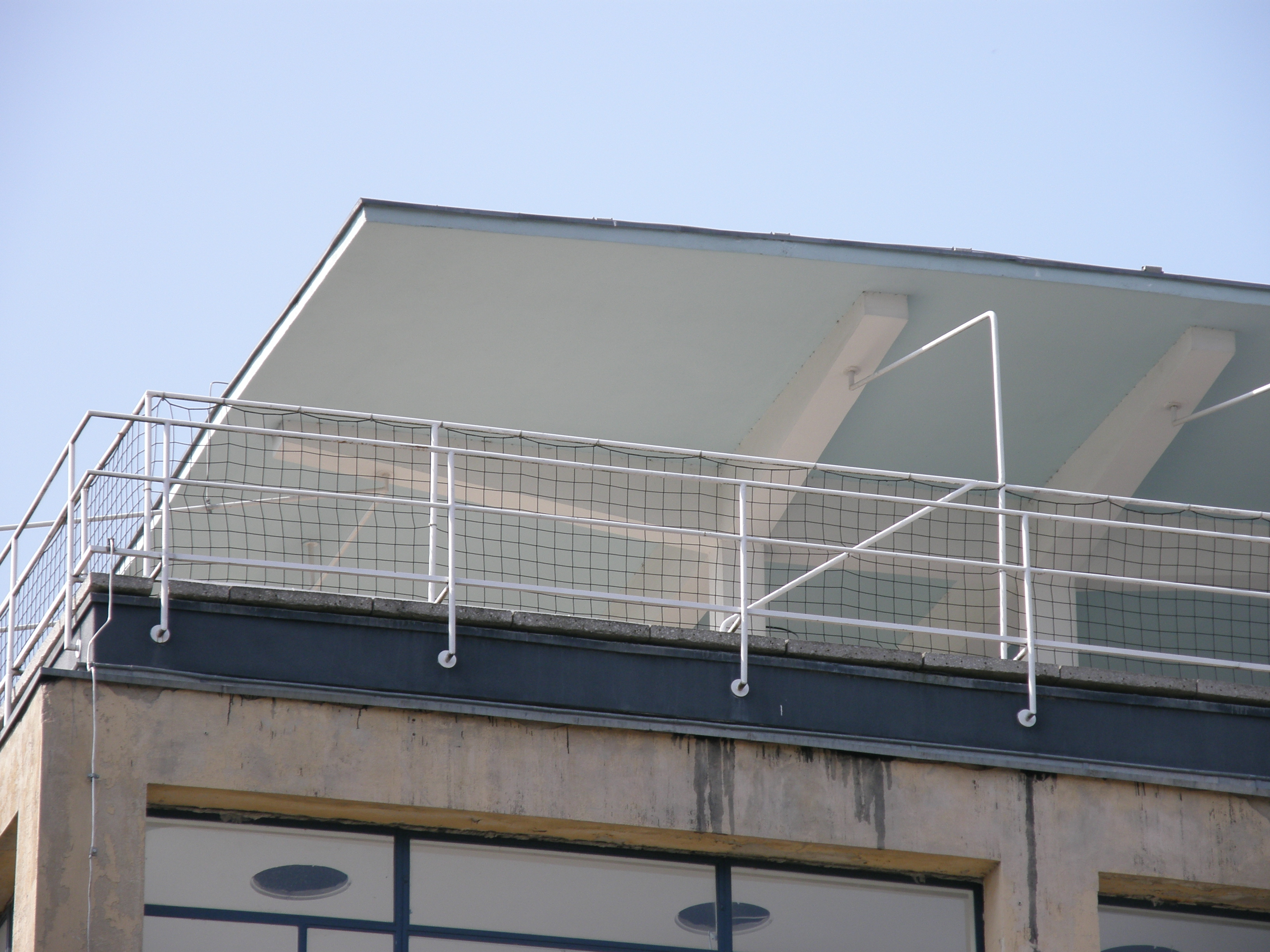
Details der Dachterrasse

Als Eiermann-Bau wird ein ehemaliges Fabrikgebäude in Apolda, Auenstraße 11, bezeichnet, das 1938–1939 nach Planung des Architekten Egon Eiermann für die Total-Werke KG Foerstner & Co. errichtet wurde. Es steht unter Denkmalschutz und ist in der Liste der Kulturdenkmale in Apolda eingetragen.

## Geschichte
1912 gründete August Foerstner in Berlin die Internationale Feuerlösch-Gesellschaft mbH, die durch die Produktion von Schnell-Trocken-Feuerlöschern unter der Marke Total schnell international bekannt wurde.
Nach dem Ersten Weltkrieg wurde das Unternehmen von seinem Sohn Waldemar Foerstner (* 1891) weitergeführt. Er verlagerte 1936 Verwaltung und Produktion des Unternehmens von Berlin nach Apolda, wo er günstig eine ehemalige Textilfabrik erwerben konnte. Foerstner beauftragte den bekannten Architekten Egon Eiermann (1904–1970) mit der Planung einer Modernisierung und erheblichen Erweiterung des Gebäudes. Eiermann übernahm das Raster, das den Altbau geprägt hatte, auch für einen Erweiterungsbau und fasste beide Bauteile durch eine von der Schiffsarchitektur inspirierte große Dachterrasse zusammen. Die Bauausführung erfolgte in Stahlbeton-Skelettbauweise. Im Neubau entstanden Umkleide- und Waschräume und eine Küche mit Speisesaal.
Ab Mitte 1939 arbeitete das Apoldaer Werk mit ca. 370 Mitarbeitern in Doppelschichten. Die Feuerlöschgeräte wurden auch an die Wehrmacht und an die Luftwaffe geliefert.
Nach Kriegsende und dem Einrücken der Roten Armee wurde Waldemar Foerstner, der seit 1937 Mitglied der NSDAP und Wehrwirtschaftsführer gewesen war, durch die SMAD enteignet und verließ mit seiner Familie die Stadt. Es gelang noch, unfertige Produkte, Patente und Zeichnungen aus dem Werk Apolda nach Oberschefflenz in das Rhein-Neckar-Gebiet zu transportieren. 1948 stieg Walter Becker in das Unternehmen ein, der nach umfangreichen Grundstückskäufen den Sitz nach Ladenburg verlegte.
In Apolda wurde das Unternehmen unter Sequester gestellt und musste sich wegen seiner Kriegsproduktion rechtfertigen. Der Eigentümer samt Know-how lebte nun Westen, der Maschinenpark ging im Zuge der Reparationen in den Osten. Der inzwischen volkseigene Betrieb nahm dennoch die Produktion der „Total-Feuerlöscher“ wieder auf. Zudem mussten jedoch auch die dringendsten Bedürfnisse der Bevölkerung gedeckt werden. Es wurden zeitweise auch Kochtöpfe, Schöpfkellen, Küchenherde und Kartoffelkörbe für die Landwirtschaft hergestellt. Das Sortiment an Feuerlöschtechnik erweiterte sich Stück für Stück. Es entstanden Handfeuerlöscher für Entstehungsbrände und fahrbare Geräte zur Bekämpfung von Benzin-, Öl-, Lack- und Gasbränden sowie Groß-Feuerschutzanlagen. Die Erzeugnisse des Apoldaer Werks kamen in der ganzen DDR zum Einsatz, und man exportierte nach Belgien, Griechenland, Syrien, in den Irak, die Vereinigte Arabische Republik und die sozialistischen Länder. 1959 begann das Werk mit der Produktion von Stahlflaschen. 1963 errichtete man dazu eine neue Produktionshalle. Mit einer Investition von 6,6 Millionen Mark wurde dieser Fachbereich Anfang der 1970er-Jahre weiter ausgebaut, denn inzwischen war der Betrieb der einzige Hersteller nahtloser Stahlflaschen, die man zur Speicherung und zum Transport von technischen, medizinischen und Sonder-Gasen benötigte.
Nach der Wende 1989 erfolgte noch die Umwandlung in die Apoldaer Feuerlöschgeräte GmbH, die sich jedoch nicht im harten Wettbewerb behaupten konnte. Nach beinahe 70 Jahren wurde die Produktion 2005 endgültig eingestellt. Der Eiermann-Bau wurde schon ab 1994 nicht mehr genutzt.

## Aktuelle Nutzungen
Das Gebäude wurde als Kulturdenkmal erkannt. Es kam zunächst ins Eigentum der Gesellschaft zur Entwicklung und Sanierung von Altstandorten mbH (GESA), die bereits 2010/2011 Sanierungsmaßnahmen durchführte. 2017 wurde es von der landeseigenen Landesentwicklungsgesellschaft Thüringen (LEG) erworben. Diese setzte die Sanierungsmaßnahmen fort und bietet die Räume seither zur Vermietung an. Der Standort war bereits Zeltlager, Tischtennisarena und Gemeinschaftsküche, aber auch Entwurfsstudio, Büro, Werkstatt und Ausstellungsort auf Zeit. 2014 wurde die Anlage ein Modellstandort der Internationalen Bauausstellung Thüringen. 2019 wurde im Eiermann-Bau die zentrale Ausstellung zur IBA-Zwischenpräsentation gezeigt.
Die LEG Thüringen sieht eine Umnutzung des Gebäudes und der umliegenden Freiflächen als „Open Factory Apolda“ vor, unter anderem für Produktion und Werkstattarbeit, soziale und kulturelle Projekte, Ausstellungen und Ateliers, für Coworking und Einzelbüros.